# Bundesautobahn 544
De Bundesautobahn 544 is een autosnelweg in Duitsland. De BAB 544 loopt vanaf Kreuz Aachen naar het centrum van Aken (Europaplatz). De 5.4 kilometer lange snelweg komt midden in het hartje van Aken uit. De afslag Aachen-Rothe Erde is een halve aansluiting (alleen eraf richting Centrum, alleen richting Kreuz Aachen de A544 op). Op de hele snelweg geldt een maximumsnelheid van 100 km/u.